# Storm (syndikalistisk tidskrift)
Storm var en tidskrift som gavs ut av Syndikalistiska Ungdomsförbundet från 1932 till någon gång på 1950-talet. Författaren Stig Dagerman var under en tid redaktör för tidskriften.
Tidskriften startades på nytt under 90-talet som en medlemstidning till SUF.